# Metatrichoniscoides nemausiensis
Metatrichoniscoides nemausiensis là một loài chân đều trong họ Trichoniscidae. Loài này được Vandel miêu tả khoa học năm 1943.